# Charis amphissa
Charis amphissa är en fjärilsart som beskrevs av Doubleday 1847. Charis amphissa ingår i släktet Charis och familjen Riodinidae. Inga underarter finns listade i Catalogue of Life.